# کانگ سونگ-هو
کانگ سونگ-هو (انگلیسی: Kang Song-ho؛ زادهٔ ۲۸ مهٔ ۱۹۸۷) بازیکن فوتبال اهل کره شمالی است.
از باشگاه‌هایی که در آن بازی کرده‌است می‌توان به باشگاه فوتبال شیمیزو اس-پالس اشاره کرد.